# Montberon
Cet article possède un paronyme, voir Montberaud.
Ne pas confondre avec Montbron, commune de la Charente.
Montberon est une commune française située dans le nord du département de la Haute-Garonne en région Occitanie.
Sur le plan historique et culturel, la commune est dans le Pays toulousain, qui s’étend autour de Toulouse le long de la vallée de la Garonne, bordé à l’ouest par les coteaux du Savès, à l’est par ceux du Lauragais et au sud par ceux de la vallée de l’ Ariège et du Volvestre. Exposée à un climat océanique altéré, elle est drainée par le Girou, le ruisseau de Saint-Pierre et par divers autres petits cours d'eau.
Montberon est une commune urbaine qui compte 3 121 habitants en 2022, après avoir connu une forte hausse de la population depuis 1962. Elle appartient à l'unité urbaine de Toulouse et fait partie de l'aire d'attraction de Toulouse. Ses habitants sont appelés les Montberonnais ou  Montberonnaises.

## Géographie

### Localisation
La commune de Montberon se trouve dans le département de la Haute-Garonne, en région Occitanie.
Elle se situe à 13 km à vol d'oiseau de Toulouse, préfecture du département, et à 2 km de Pechbonnieu, bureau centralisateur du canton de Pechbonnieu dont dépend la commune depuis 2015 pour les élections départementales.
La commune fait en outre partie du bassin de vie de Toulouse.
Les communes les plus proches sont : 
Pechbonnieu (1,7 km), Saint-Loup-Cammas (2,1 km), Labastide-Saint-Sernin (2,7 km), Saint-Geniès-Bellevue (3,6 km), Bazus (3,7 km), Lapeyrouse-Fossat (3,9 km), Gratentour (4,0 km), Villariès (4,3 km).
Sur le plan historique et culturel, Montberon fait partie du pays toulousain, une ceinture de plaines fertiles entrecoupées de bosquets d'arbres, aux molles collines semées de fermes en briques roses, inéluctablement grignotée par l'urbanisme des banlieues.
Montberon est limitrophe de six autres communes.
Les communes limitrophes sont  Bazus, Labastide-Saint-Sernin, Lapeyrouse-Fossat, Pechbonnieu, Saint-Loup-Cammas et Villariès.
| Labastide-Saint-Sernin | Villariès         | Bazus             |
| Pechbonnieu            | Montberon         | Lapeyrouse-Fossat |
|                        | Saint-Loup-Cammas |                   |

### Géologie et relief
La superficie de la commune est de 635 hectares ; son altitude varie de 128  à   193 mètres.

### Hydrographie

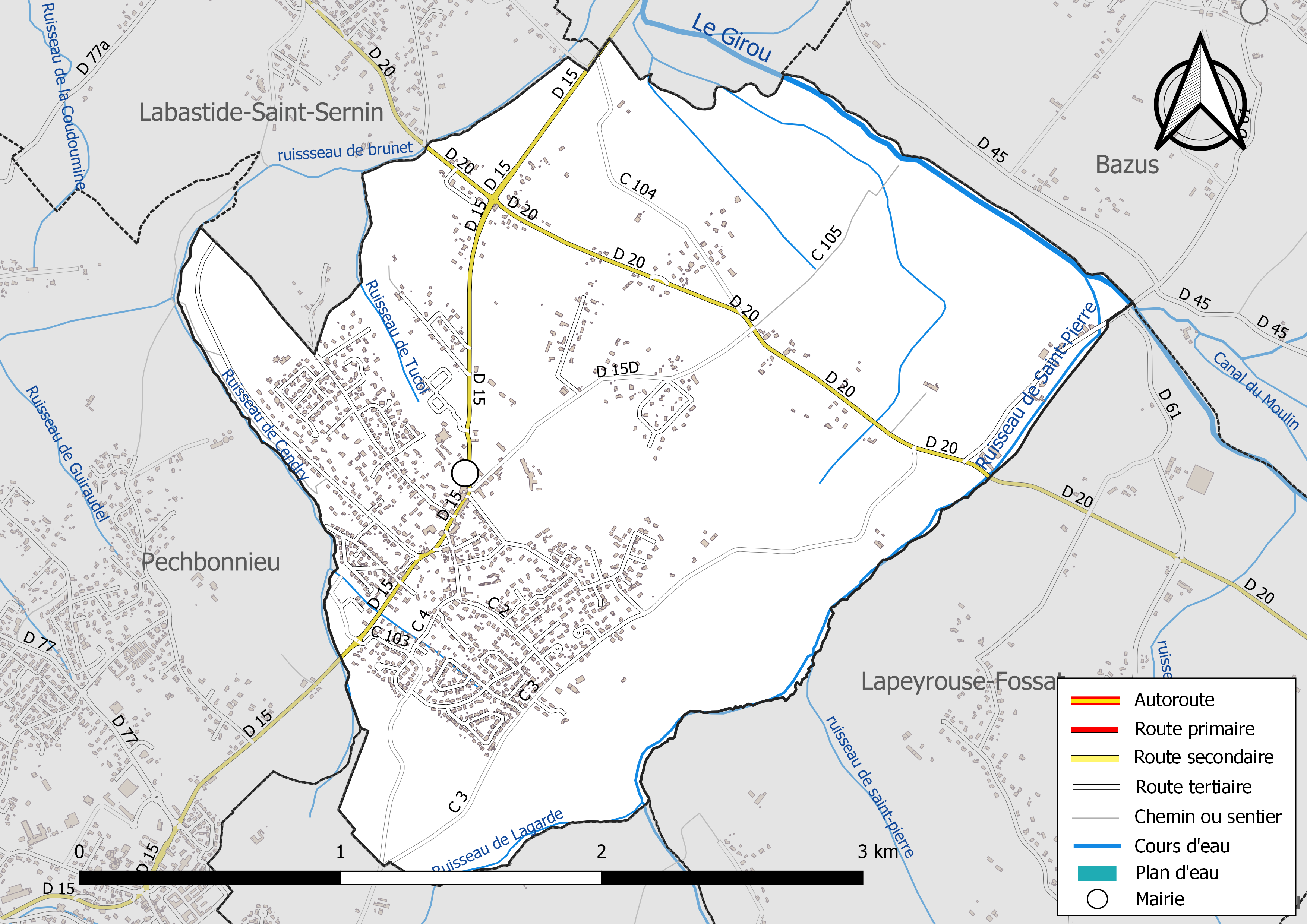
Réseaux hydrographique et routier de Montberon.

La commune est dans le bassin de la Garonne, au sein du bassin hydrographique Adour-Garonne. Elle est drainée par le Girou, le ruisseau de Saint-Pierre, le ruisseau de Bollac, le ruisseau de Cendry, le ruisseau de Lagarde, le ruisseau de la Magdelaine, le ruisseau de Tucol et par divers petits cours d'eau, constituant un réseau hydrographique de 10 km de longueur totale,.
Le Girou, d'une longueur totale de 64,5 km, prend sa source dans la commune de Puylaurens (81) et s'écoule du sud-est vers le nord-ouest. Il traverse la commune et se jette dans l'Hers-Mort à Saint-Jory, après avoir traversé 31 communes.
Le ruisseau de Saint-Pierre, d'une longueur totale de 20,8 km, prend sa source dans la commune de Pelleport et s'écoule du sud-ouest vers le nord-est. Il traverse la commune et se jette dans le ruisseau de Marguestaud à Aucamville (82), après avoir traversé 8 communes.

### Climat
Pour des articles plus généraux, voir Climat de l'Occitanie et Climat de la Haute-Garonne.
En 2010, le climat de la commune est de type climat du Bassin du Sud-Ouest, selon une étude s'appuyant sur une série de données couvrant la période 1971-2000. En 2020, Météo-France publie une typologie des climats de la France métropolitaine dans laquelle la commune est exposée à un climat océanique altéré et est dans la région climatique Aquitaine, Gascogne, caractérisée par une pluviométrie abondante au printemps, modérée en automne, un faible ensoleillement au printemps, un été chaud (19,5 °C), des vents faibles, des brouillards fréquents en automne et en hiver et des orages fréquents en été (15 à 20 jours).
Pour la période 1971-2000, la température annuelle moyenne est de 13,4 °C, avec une amplitude thermique annuelle de 15,7 °C. Le cumul annuel moyen de précipitations est de 738 mm, avec 9,3 jours de précipitations en janvier et 5,5 jours en juillet. Pour la période 1991-2020, la température moyenne annuelle observée sur la station météorologique la plus proche, située sur la commune de Blagnac à 11 km à vol d'oiseau, est de 14,2 °C et le cumul annuel moyen de précipitations est de 627,0 mm,. Pour l'avenir, les paramètres climatiques de la commune estimés pour 2050 selon différents scénarios d'émission de gaz à effet de serre sont consultables sur un site dédié publié par Météo-France en novembre 2022.

### Milieux naturels et biodiversité
Aucun espace naturel présentant un intérêt patrimonial n'est recensé sur la commune dans l'inventaire national du patrimoine naturel,,.

## Urbanisme

### Typologie
Au 1er janvier 2024, Montberon est catégorisée ceinture urbaine, selon la nouvelle grille communale de densité à sept niveaux définie par l'Insee en 2022.
Elle appartient à l'unité urbaine de Toulouse, une agglomération inter-départementale regroupant 81  communes, dont elle est une commune de la banlieue,,. Par ailleurs la commune fait partie de l'aire d'attraction de Toulouse, dont elle est une commune de la couronne,. Cette aire, qui regroupe 527 communes, est catégorisée dans les aires de 700 000 habitants ou plus (hors Paris),.

### Occupation des sols

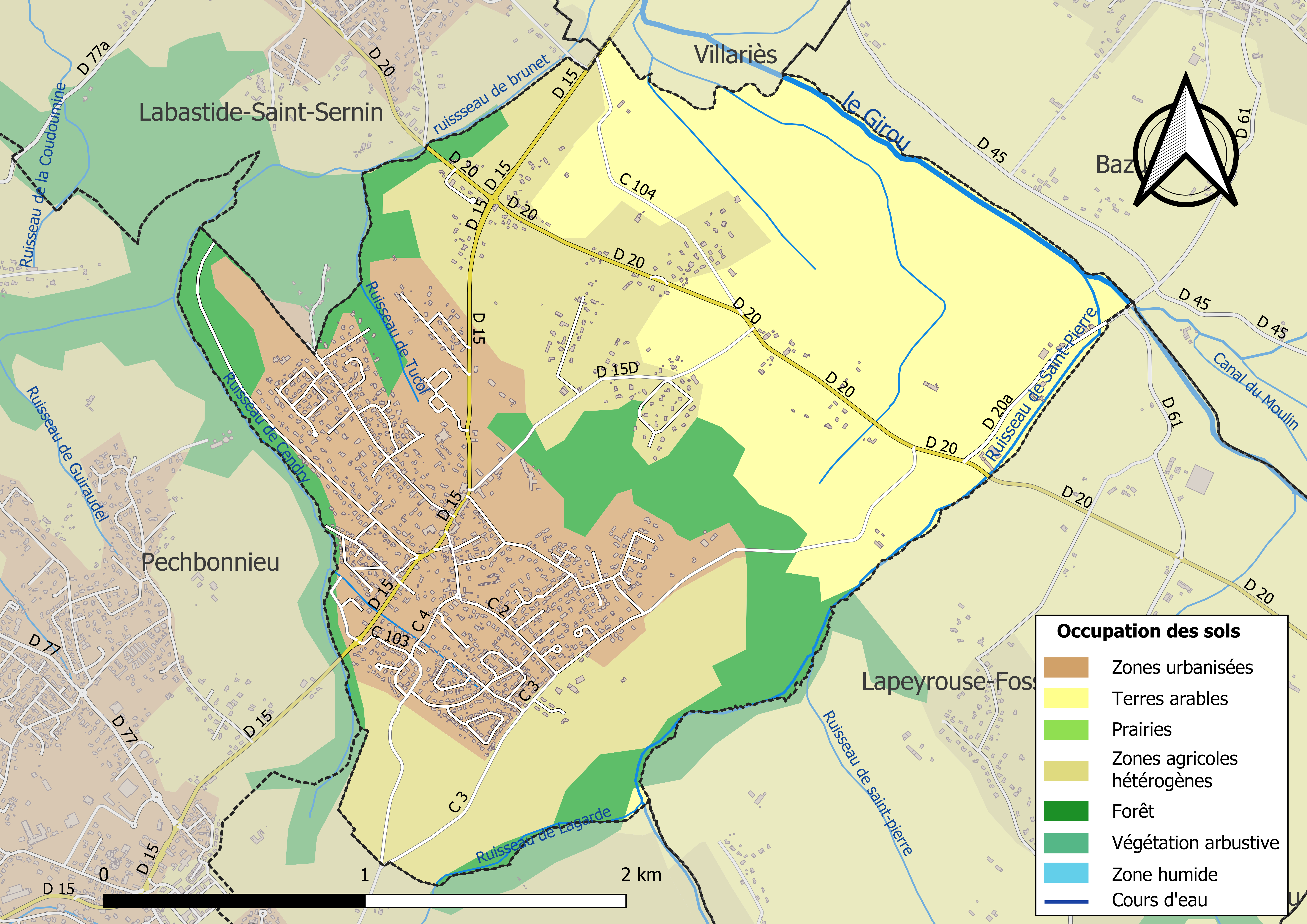
Carte des infrastructures et de l'occupation des sols de la commune en 2018 (CLC).

L'occupation des sols de la commune, telle qu'elle ressort de la base de données européenne d’occupation biophysique des sols Corine Land Cover (CLC), est marquée par l'importance des territoires agricoles (60 % en 2018), en diminution par rapport à 1990 (70,5 %). La répartition détaillée en 2018 est la suivante : 
terres arables (34,7 %), zones urbanisées (25,7 %), zones agricoles hétérogènes (25,3 %), forêts (14,2 %). L'évolution de l’occupation des sols de la commune et de ses infrastructures peut être observée sur les différentes représentations cartographiques du territoire : la carte de Cassini (XVIIIe siècle), la carte d'état-major (1820-1866) et les cartes ou photos aériennes de l'IGN pour la période actuelle (1950 à aujourd'hui).

### Transports
La ligne 26 du réseau Tisséo relie le centre et la mairie de la commune à la station Borderouge du métro de Toulouse, la ligne 329 du réseau Arc-en-Ciel relie le centre de la commune à la station Borderouge depuis Villeneuve-lès-Bouloc ou Villariès, et la ligne 354 relie le centre de la commune à la gare routière de Toulouse depuis Buzet-sur-Tarn.

### Risques majeurs
Le territoire de la commune de Montberon est vulnérable à différents aléas naturels : météorologiques (tempête, orage, neige, grand froid, canicule ou sécheresse), inondations et séisme (sismicité très faible). Un site publié par le BRGM permet d'évaluer simplement et rapidement les risques d'un bien localisé soit par son adresse soit par le numéro de sa parcelle.
Certaines parties du territoire communal sont susceptibles d’être affectées par le risque d’inondation par débordement de cours d'eau, notamment le Girou. La commune a été reconnue en état de catastrophe naturelle au titre des dommages causés par les inondations et coulées de boue survenues en 1982, 1988, 1999 et 2009,.

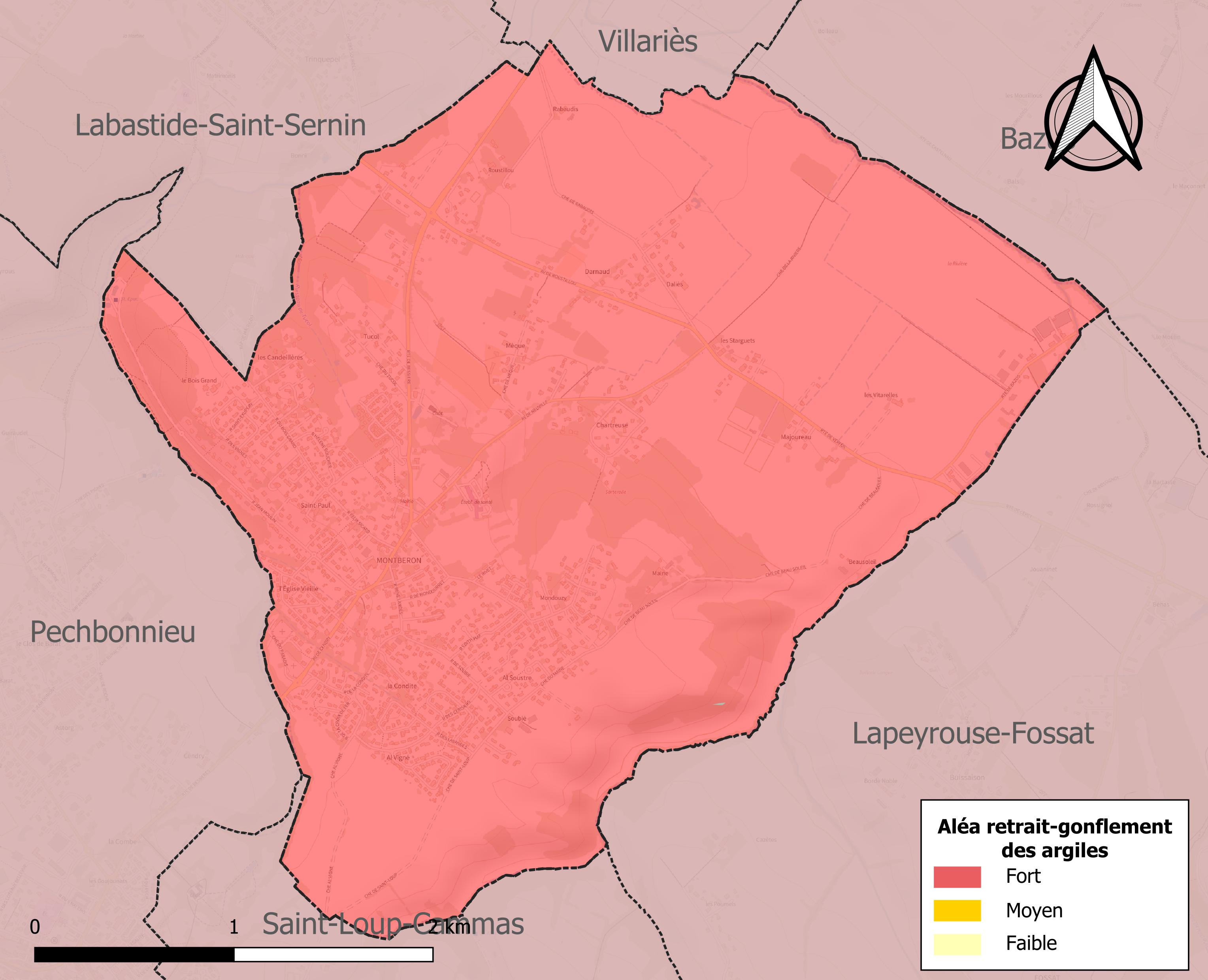
Carte des zones d'aléa retrait-gonflement des sols argileux de Montberon.

Le retrait-gonflement des sols argileux est susceptible d'engendrer des dommages importants aux bâtiments en cas d’alternance de périodes de sécheresse et de pluie. La totalité de la commune est en aléa moyen ou fort (88,8 % au niveau départemental et 48,5 % au niveau national). Sur les 1 051 bâtiments dénombrés sur la commune en 2019, 1 051 sont en aléa moyen ou fort, soit 100 %, à comparer aux 98 % au niveau départemental et 54 % au niveau national. Une cartographie de l'exposition du territoire national au retrait gonflement des sols argileux est disponible sur le site du BRGM,.
Par ailleurs, afin de mieux appréhender le risque d’affaissement de terrain, l'inventaire national des cavités souterraines permet de localiser celles situées sur la commune.
Concernant les mouvements de terrains, la commune a été reconnue en état de catastrophe naturelle au titre des dommages causés par la sécheresse en 1989, 1991, 1998, 2002, 2003, 2005, 2007, 2011, 2012, 2016 et 2017 et par des mouvements de terrain en 1999.

## Toponymie
Une vieille légende raconte que son nom vient du fait que, il y a longtemps, à la place du village se trouvait le mont Beron. La montagne s'est transformée en village et on l'appelle maintenant Montberon. Une autre version raconte que Montberon signifie "mont des oiseaux".
Il ne s'agit pas dans cette "donnée" du mont des oiseaux, mais du fait bien réel que tous les ans à la Saint Martin (patron du village) se tenait là une foire aux oies. Les fermières avaient coutume d'appeler (en occitan) leurs oies "bérou, bérou..." comme on dirait aujourd'hui "petit, petit...". En fait ce mot de "bérou" est simplement un terme affectueux dérivé d'un très vieux mot qui signifiait agneau, ou chevreau. Donc Montberon serait la colline des oies. Et c'est l'ancien maire de la commune, de 1971 à 1995, Albert Laribe qui a l'idée de ce rapprochement et fait figurer une oie sur le blason de la commune.
En fait, et plus probablement, Montberon viendrait du germanique "Bero", nom de personne et de domaine, ou dérivé lui-même peut-être de Arbedo ou Erbedo.

## Politique et administration

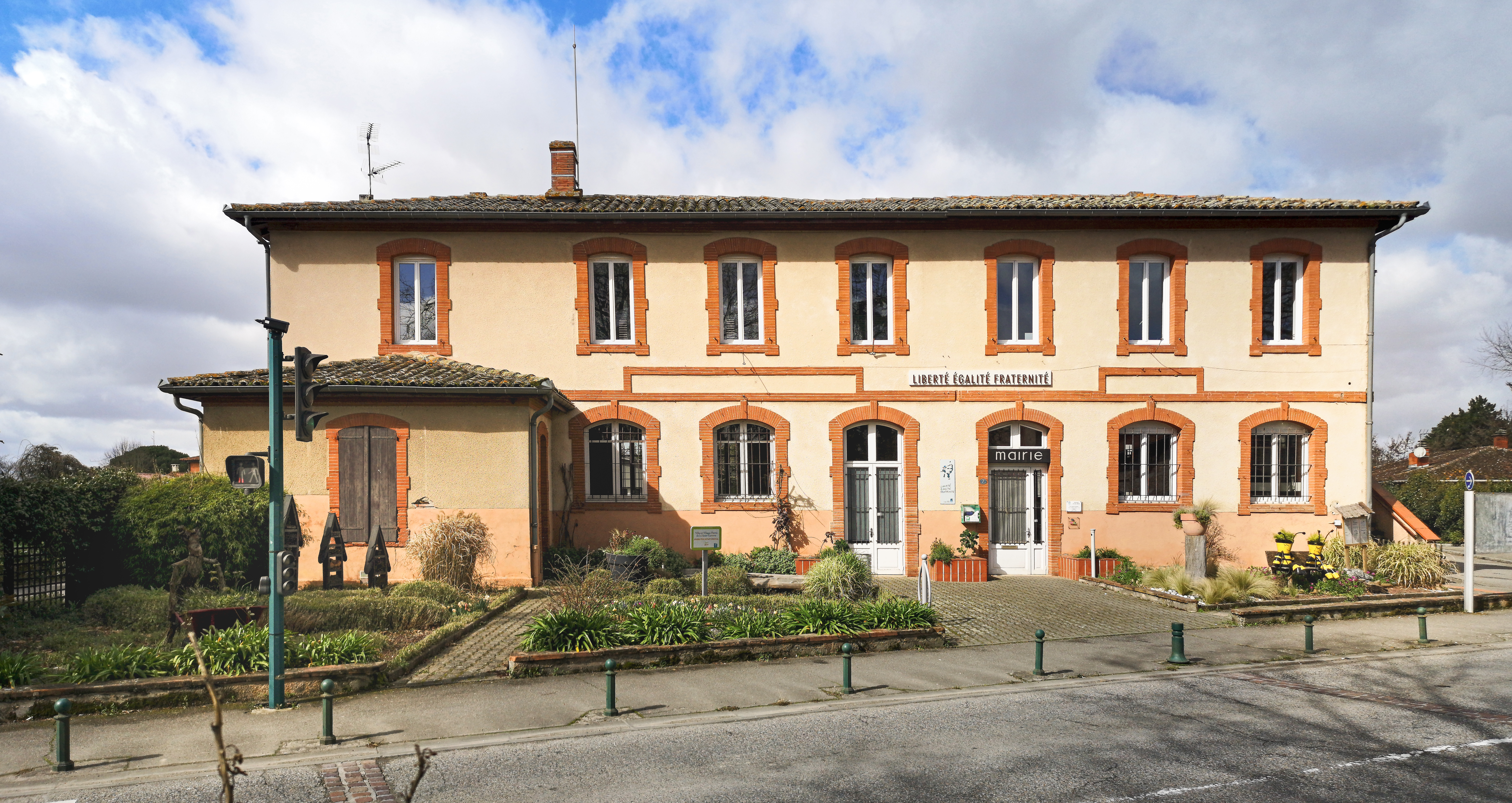
La mairie

### Administration municipale
Le nombre d'habitants au recensement de 2017 étant compris entre 2 500 habitants et 3 499 habitants, le nombre de membres du conseil municipal pour l'élection de 2020 est de vingt-trois,.

### Rattachements administratifs et électoraux
Commune faisant partie de la deuxième circonscription de la Haute-Garonne de la communauté de communes des Coteaux-Bellevue et du canton de Pechbonnieu (avant le redécoupage départemental de 2014, Montberon faisait partie de l'ex-canton de Toulouse-15).

## Population et société

### Démographie
| 1793 | 1800 | 1806 | 1821 | 1831 | 1836 | 1841 | 1846 | 1851 |
| ---- | ---- | ---- | ---- | ---- | ---- | ---- | ---- | ---- |
| 249  | 283  | 321  | 318  | 329  | 358  | 360  | 360  | 362  |

| 1856 | 1861 | 1866 | 1872 | 1876 | 1881 | 1886 | 1891 | 1896 |
| ---- | ---- | ---- | ---- | ---- | ---- | ---- | ---- | ---- |
| 446  | 452  | 470  | 444  | 480  | 397  | 391  | 379  | 374  |

| 1901 | 1906 | 1911 | 1921 | 1926 | 1931 | 1936 | 1946 | 1954 |
| ---- | ---- | ---- | ---- | ---- | ---- | ---- | ---- | ---- |
| 380  | 360  | 358  | 323  | 304  | 283  | 272  | 276  | 310  |

| 1962 | 1968 | 1975 | 1982  | 1990  | 1999  | 2006  | 2011  | 2016  |
| ---- | ---- | ---- | ----- | ----- | ----- | ----- | ----- | ----- |
| 364  | 537  | 770  | 1 053 | 1 485 | 2 342 | 2 667 | 2 754 | 2 932 |

| 2021  | 2022  | - | - | - | - | - | - | - |
| ----- | ----- | - | - | - | - | - | - | - |
| 3 110 | 3 121 | - | - | - | - | - | - | - |

| selon la population municipale des années : | 1968 | 1975 | 1982 | 1990 | 1999 | 2006 | 2009 | 2013 |
| Rang de la commune dans le département      | 139  | 126  | 101  | 90   | 65   | 69   | 71   | 74   |
| Nombre de communes du département           | 592  | 582  | 586  | 588  | 588  | 588  | 589  | 589  |

### Enseignement
Montberon fait partie de l'académie de Toulouse.
L'éducation est assurée sur la commune par un groupe scolaire (écoles maternelle et élémentaire).

### Santé
Centre communal d’action sociale, clinique psychiatrique,

### Culture
Bibliothèque, foyer rural, école de musique, arts plastiques, théâtre,

### Sports
Entente de la vallée du Girou XV club de rugby à XV.
Olympique Girou Football Club (OGFC): club de football regroupant 3 communes : Montberon, Labastide-Saint-Sernin et Pechbonnieu. Yoga, athlétisme, cyclotourisme, pilates, Capoeira...

### Écologie et recyclage
La collecte et le traitement des déchets des ménages et des déchets assimilés ainsi que la protection et la mise en valeur de l'environnement se font dans le cadre de la communauté de communes des Coteaux Bellevue,.
Les déchèteries les plus proches sont situées sur les communes de Garidech, L'Union ou Saint-Alban.

## Économie

### Revenus
En 2018  (données Insee publiées en septembre 2021), la commune compte 1 149 ménages fiscaux, regroupant 3 077 personnes. La médiane du revenu disponible par unité de consommation est de 26 260 € (23 140 € dans le département). 66 % des ménages fiscaux sont imposés (55,3 % dans le département).

### Emploi
|                | 2008  | 2013  | 2018  |
| -------------- | ----- | ----- | ----- |
| Commune        | 4,2 % | 5,4 % | 5,5 % |
| Département    | 7,7 % | 9,6 % | 9,3 % |
| France entière | 8,3 % | 10 %  | 10 %  |

En 2018, la population âgée de 15 à 64 ans s'élève à 2 054 personnes, parmi lesquelles on compte 77 % d'actifs (71,4 % ayant un emploi et 5,5 % de chômeurs) et 23 % d'inactifs,. Depuis 2008, le taux de chômage communal (au sens du recensement) des 15-64 ans est inférieur à celui de la France et du département.
La commune fait partie de la couronne de l'aire d'attraction de Toulouse, du fait qu'au moins 15 % des actifs travaillent dans le pôle,. Elle compte 534 emplois en 2018, contre 451 en 2013 et 397 en 2008. Le nombre d'actifs ayant un emploi résidant dans la commune est de 1 475, soit un indicateur de concentration d'emploi de 36,2 % et un taux d'activité parmi les 15 ans ou plus de 63,6 %.
Sur ces 1 475 actifs de 15 ans ou plus ayant un emploi, 202 travaillent dans la commune, soit 14 % des habitants. Pour se rendre au travail, 87,1 % des habitants utilisent un véhicule personnel ou de fonction à quatre roues, 6,2 % les transports en commun, 3,1 % s'y rendent en deux-roues, à vélo ou à pied et 3,7 % n'ont pas besoin de transport (travail au domicile).

### Activités hors agriculture

#### Secteurs d'activités
193 établissements sont implantés  à Montberon au 31 décembre 2019. Le tableau ci-dessous en détaille le nombre par secteur d'activité et compare les ratios avec ceux du département,.
| Secteur d'activité                                                                                        | Commune | Commune | Département |
| Secteur d'activité                                                                                        | Nombre  | %       | %           |
| --- | ------- | ------- | ----------- |
| Ensemble                                                                                                  | 193     | 100 %   | (100 %)     |
| Industrie manufacturière, industries extractives et autres                                                | 6       | 3,1 %   | (5,7 %)     |
| Construction                                                                                              | 36      | 18,7 %  | (12 %)      |
| Commerce de gros et de détail, transports, hébergement et restauration                                    | 34      | 17,6 %  | (25,9 %)    |
| Information et communication                                                                              | 7       | 3,6 %   | (4,1 %)     |
| Activités financières et d'assurance                                                                      | 9       | 4,7 %   | (3,8 %)     |
| Activités immobilières                                                                                    | 14      | 7,3 %   | (4,2 %)     |
| Activités spécialisées, scientifiques et techniques et activités de services administratifs et de soutien | 33      | 17,1 %  | (19,8 %)    |
| Administration publique, enseignement, santé humaine et action sociale                                    | 34      | 17,6 %  | (16,6 %)    |
| Autres activités de services                                                                              | 20      | 10,4 %  | (7,9 %)     |

Le secteur de la construction est prépondérant sur la commune puisqu'il représente 18,7 % du nombre total d'établissements de la commune (36 sur les 193 entreprises implantées  à Montberon), contre 12 % au niveau départemental.

#### Entreprises et commerces
Les cinq entreprises ayant leur siège social sur le territoire communal qui génèrent le plus de chiffre d'affaires en 2020 sont : 
- Clinique De Montberon, activités hospitalières (6 271 k€)
- ECTP - Etudes Conseils Et Travaux Publics, construction de routes et autoroutes (4 456 k€)
- Transports Rapas, transports routiers de fret interurbains (1 409 k€)
- Rapas & Filles, transports routiers de fret interurbains (1 157 k€)
- Ajp, activités des sociétés holding (248 k€)

### Agriculture
|               | 1988 | 2000 | 2010 | 2020 |
| ------------- | ---- | ---- | ---- | ---- |
| Exploitations | 10   | 5    | 2    | 2    |
| SAU (ha)      | 306  | 292  | 154  | 118  |

La commune est dans le Lauragais, une petite région agricole occupant le nord-est du département de la Haute-Garonne, dont les coteaux portent des grandes cultures en sec avec une dominante blé dur et tournesol. En 2020, l'orientation technico-économique de l'agriculture  sur la commune est la polyculture et/ou le polyélevage. Deux exploitations agricoles ayant leur siège dans la commune sont dénombrées lors du recensement agricole de 2020 (dix en 1988). La superficie agricole utilisée est de 118 ha,,.
L'agriculture basée sur la culture de céréales (maïs, blé…) a encore une place mais tend à disparaître en faveur de zones résidentielles liées à la proximité de l'agglomération toulousaine.

## Culture locale et patrimoine

### Lieux et monuments

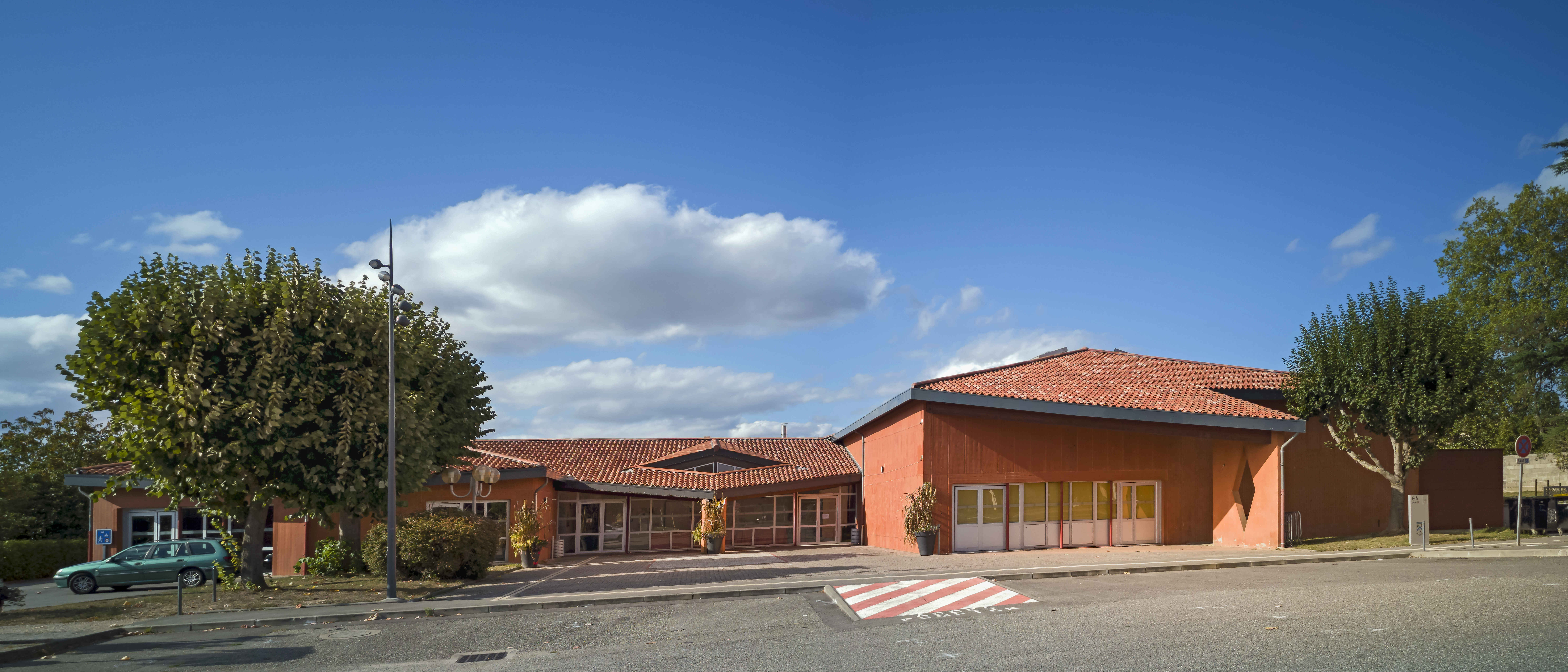
La salle des fêtes
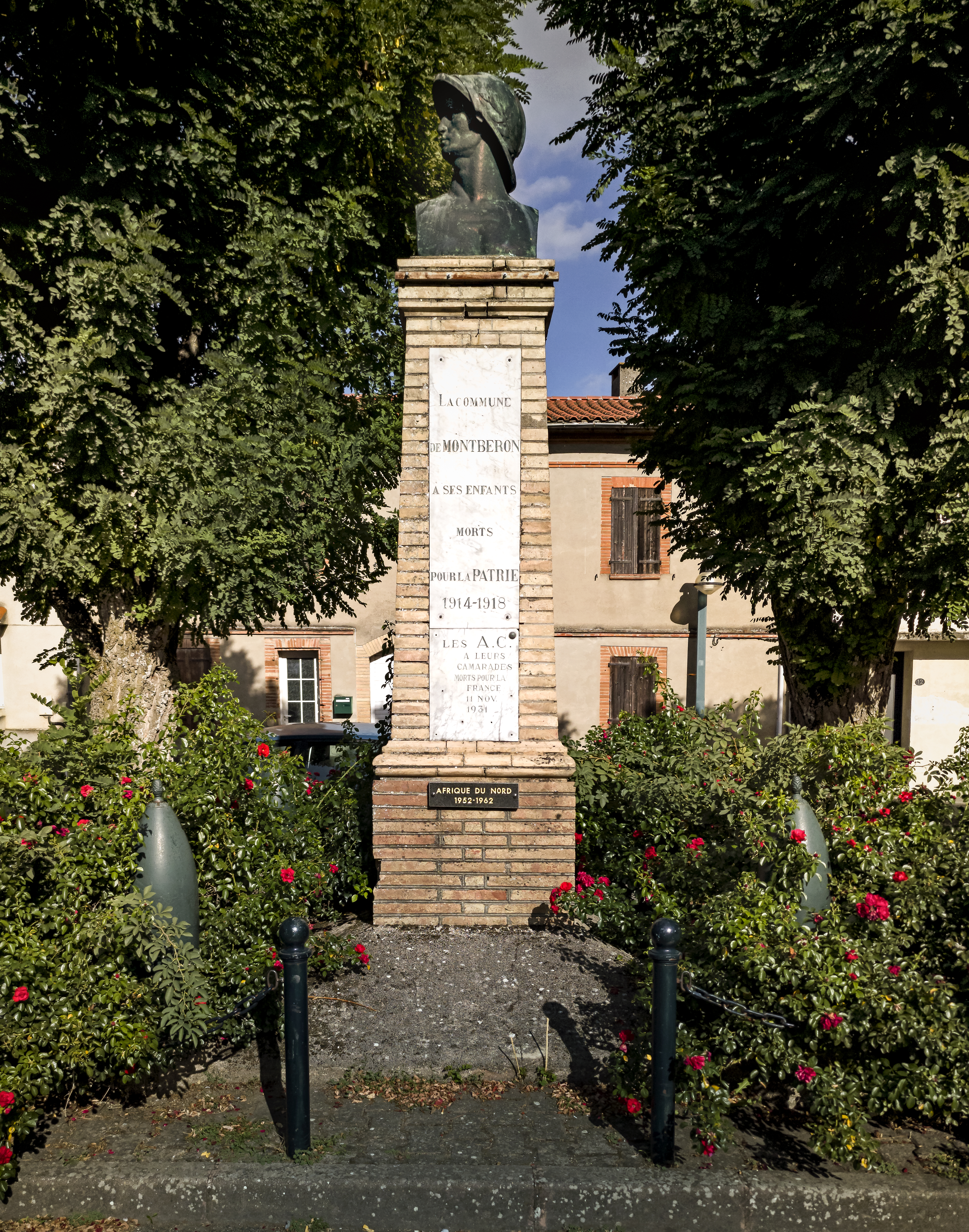
Le monument aux morts
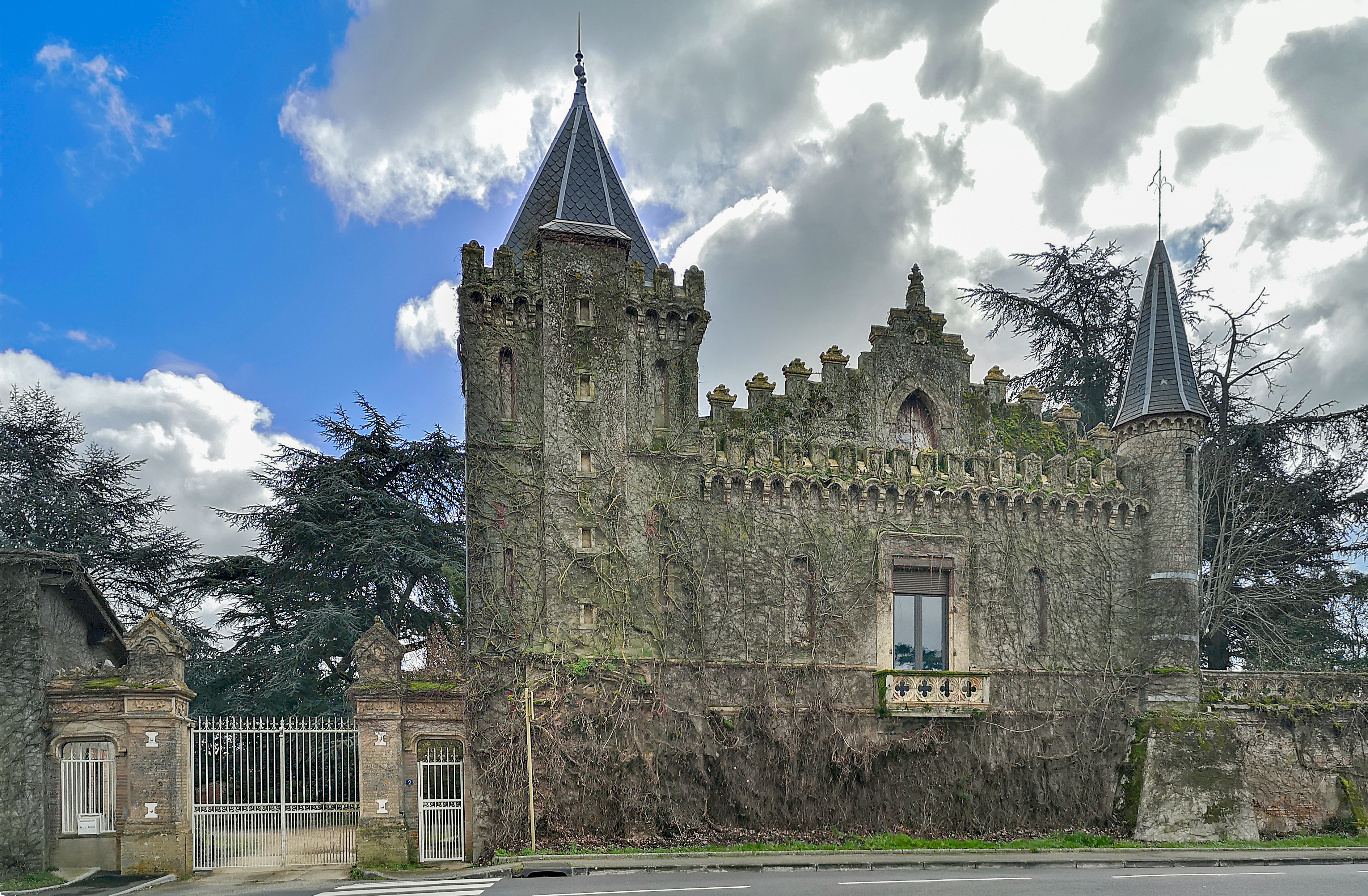
Le château féodal
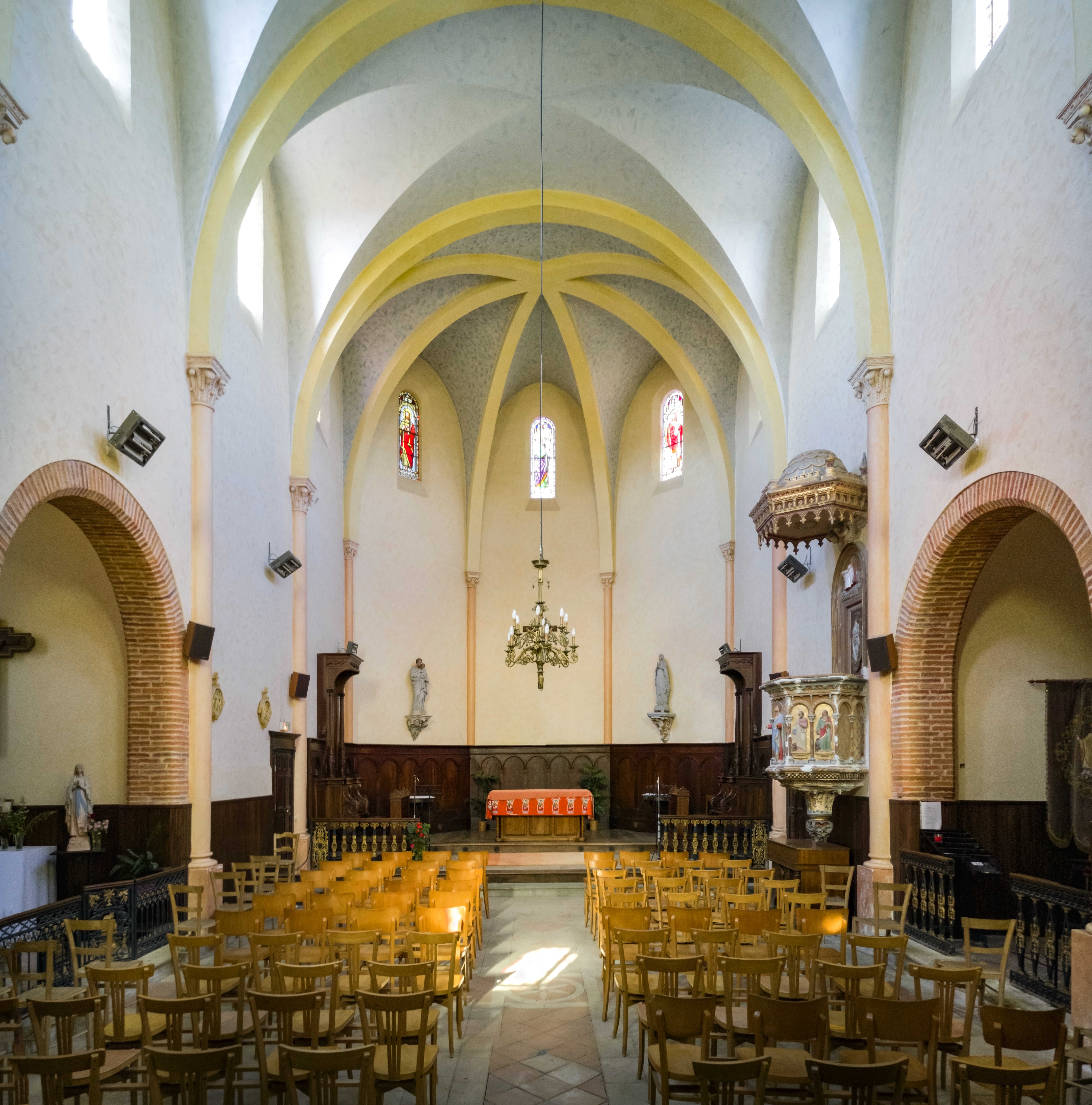
Église Saint-Martin.

- La salle des fêtes
- Le monument aux morts
- Le château féodal
- Intérieur de l'église saint-Martin

### Héraldique
| Blason de Montberon | Blason  | D’argent au chevron d’azur accompagné d’une grappe de raisin de pourpre pamprée et feuillée de sinople en chef à dextre, d’une tour de gueules ajourée du champ à senestre et d’une oie au naturel en pointe. |
| Blason de Montberon | Détails | Le statut officiel du blason reste à déterminer. |

## Pour approfondir